# Rhyothemis fuliginosa
Rhyothemis fuliginosa – gatunek ważki z rodziny ważkowatych (Libellulidae).